# Coleocephalocereus goebelianus
Coleocephalocereus goebelianus är en kaktusväxtart som först beskrevs av Vaupel, och fick sitt nu gällande namn av Albert Frederik Hendrik Buining och Brederoo. Coleocephalocereus goebelianus ingår i släktet Coleocephalocereus, och familjen kaktusväxter. Inga underarter finns listade i Catalogue of Life.

## Bildgalleri

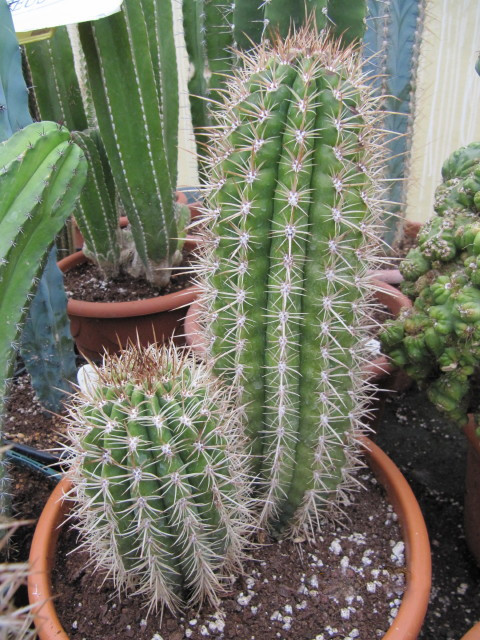